# Засада (Јаблонец на Ниси)
Засада (чеш. Zásada) је насељено мјесто са административним статусом варошице (чеш. městys) у округу Јаблонец на Ниси, у Либеречком крају, Чешка Република.

## Становништво
Према подацима о броју становника из 2014. године насеље је имало 898 становника.